# Örbybanan
Örbybanan var en förortsbana i Söderort och på Södermalm i Stockholm, med linjenummer 19. Linjen gick ursprungligen från Slussen till Örby och öppnades 1930. Den trafikerades med spårvagnar. Spårvagnstrafiken upphörde den 4 juni 1951. Delar av sträckningen (Globen–Stureby) trafikeras sedan 1951 av tunnelbanan.

## Sträckning
Ungefärlig sträckning var : Karl Johans torg - Katarinavägen - Renstiernas gata - Folkungagatan - Götgatan - Skansbron - Hammarbybacken - Arenavägen - Palmfeltsvägen - Enskedevägen - Stureby - Sågverksgatan - Skönsmovägen - Huddingevägen till vändslinga på nuvarande fotbollsplanen vid Örbyskolan (en del av dessa gator hade andra namn under denna tid).
Från hållplatsen Slakthuset till Stureby hade banan samma sträckning som dagens tunnelbanelinje 19 (tunnelbanesträckningen går ovan jord). Vid nuvarande station Svedmyra fanns en vändslinga ungefär vid nuvarande Öknebovägen. Vid Stureby hållplats gick den på nuvarande Sågverksgatan mot nästa hållplats, Örbygränsen vid korsningen av Sågverksgatan, Skönsmovägen och Iggesundsvägen. Skönsmovägen är den gamla banvallen. Nästa hållplats var Juliaborg vid korsningen av Örby slottsväg och Huddingevägen. Sedan fortsatte banan till ändhållplatsen intill Örby skola

## Historia

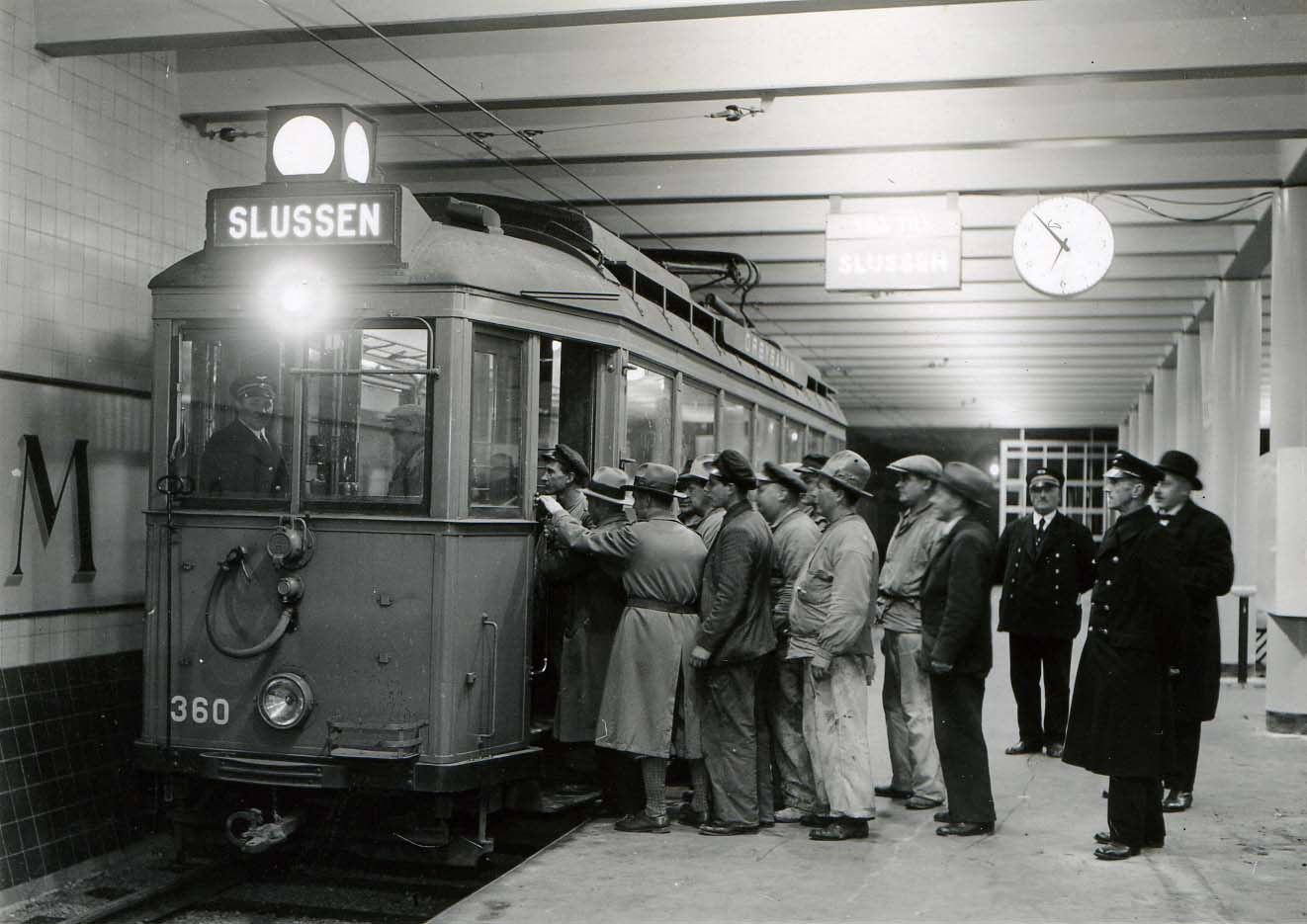
Påstigning på Ringvägens (= Skanstull) hållplats

Banan invigdes den 1 oktober 1930 av överståthållaren Gustaf Henning Elmquist, invigningen skedde vid hållplatsen Slakthuset, i dag kallad Globen. Från 1 oktober 1933 började Örbybanans spårvagnar trafikera Södertunneln istället för omvägen förbi Renstiernas gata. Under 1940-talet byggdes sträckan mellan Slakthuset (Palmfeltsvägen) och dagens Stureby station om med planskilda korsningar. Den sträckan var på egen banvall och med få gatukorsningar eftersom det var mer landsbygd när banan byggdes, och är tunnelbana idag.
Från mitten av 1940-talet gjordes sträckan Sockenplan - Svedmyra om till experimentsträcka genom att man byggde till en tredje strömförande skena med isolatorer. Några av vagnarna utrustades med en särskild strömavtagare vid hjulen och fick därmed sin elektricitet på det sättet. Systemet utvecklades sedan till det system som än idag används för strömöverföring på tunnelbanan.
Banan gjordes i mitten av 1940-talet korsningsfri mellan Johanneshov och Stureby. När tunnelbanan Slussen - Hökarängen invigdes 1 oktober 1950 fick Örbybanan sin norra ändpunkt vid Gullmarsplan och blev i praktiken matarbana till tunnelbanan. Spårvagnstrafiken upphörde den 4 juni 1951. Den 9 september 1951 blev sträckan Gullmarsplan-Stureby tunnelbana, delvis på den ombyggda Örbybanan.
1930 års regionplanekommitté föreslog att Örbybanan skulle ingå i Stockholms blivande tunnelbanesystem, att den skulle följa samma sträckning som anges ovan (sträckan Stureby-Bandhagen-Högdalen-Rågsved-Hagsätra fanns inte inritad då); från Örby skulle linjen fortsätta till Älvsjö stn. och därefter skulle den få sin slutstation vid Långbrodal (ung. vid Långsjöns sydöstra ände).

## Vagnar och teknik
Banan trafikerades med Örbyvagnar (littera A13), en ny spårvagnsmodell tillverkad av Asea.Det förekom även släpvagnar med littera B13.  Antal sittplatser för A13 var 46 sittplatser och 16 ståplatser. Släpvagnarna hade 46 sittplatser och 27 ståplatser. Max hastighet 60 km/timme.
På Skanstulls tunnelbanestation (dåvarande Ringvägens hållplats) finns i taket på perrongen ännu kvar delar av de stålfästen som bar upp spårvägens kontaktledning.

## Citat
| ” | Vid Slakthusets hållplats väntade tvenne extratåg, sammansatta av nya, ännu ej i trafik insatta vagnar, målade i förortstågens nya högblå färgton. Förda av överkörmästaren C. Granath och körmästaren O. J. Svensson satte sig tågen kl. 12.35 i rörelse och fortsatte utan uppehåll den halvmilslånga nya bansträckan genom Stureby till ändstationen vid Örby skola. Här möttes tågen och färddeltagarna med stormande ovationer av Örbyborna som gått man ur huse, stora som små | „ |